# Giorgio Poggi
Giorgio Poggi (Albenga, 26 agosto 1981) è un velista italiano.

## Biografia
Nato ad Albenga il 26 agosto 1981, Giorgio si avvicina alla vela all'età di 12 anni per una grande passione per il mare trasmessa dal nonno. Frequenta i corsi estivi di vela come tutti i bambini e si appassiona sempre di più decidendo di proseguire con questo sport anche durante i freddi mesi invernali. Gli allenamenti, molto impegnativi e costanti, lo portano ad ottenere rapidamente importanti piazzamenti: ad Alimini nel 2001 vince il Campionato di Classe e nel 2002 entra a far parte del Gruppo Sportivo della Guardia di Finanza. Vince il campionato di Classe ad Otranto nel 2004 e la Regata Internazionale di Barcellona. Ottiene la Medaglia d'Argento al Campionato Italiano Classi Olimpiche. Nel 2006 Giorgio passa alla Classe Finn, una deriva più grande rispetto alla  Classe Laser. Da qui escono i più grandi campioni al mondo e la sua decisione è quella di affiancarsi ad uno dei più forti finnisti per affinarsi sempre più sulla tecnica, la strategia e la conduzione di questa nuova barca. I risultati arrivano velocemente: 6 volte Medaglia d'Oro ai Campionati Italiani, partecipa alle Olimpiadi di Pechino del 2008. Si allena con i più forti velisti su barche realizzate con materiali di alta tecnologia e i migliori allenatori per ottenere i massimi risultati. Vince la Medaglia d'Oro al Campionato Italiano del 2012, vince la Swiss & Global Cup su Dighy Classico, e dopo una settimana è di nuovo Medaglia d'Oro al Campionato Italiano di SB-20. Nel 2011 entra nel Sailing Team di Green Comm Racing, America’s Cup Challenger.

## Palmarès
2013: Medaglia d'oro al Campionato Italiano Classe Olimpica Finn
2012: Medaglia d'Oro al Campionato Italiano Classe Olimpica Finn, 5° al Campionato Europeo, 2° alla Coppa Italia Scarlino.
2010: Medaglia d'Oro al Campionato Italiano Classe Olimpica Finn, 9° al World Cup Kiel.
2009: Medaglia d'Oro alla Coppa Italia Punta Ala, 1° all'International Finn Cup Malcesine, 2° al Trofeo Bertacca.
2008: 11° alle Olimpiadi di Pechino, 4° all'Expert Olympic Garda, 1° alla Coppa Italia Gaeta.
2007: 1° al Campionato Italiano Classe Olimpica Finn, 2° alla Settimana Olimpica di Atene, 19° ai Campionati Mondiali di Melbourne Australia.
2006: Medaglia d'Oro al Campionato Italiano Classe Olimpica Finn, 1° alla Coppa Italia di Castiglione della Pescaia.
2004: 1° al Campionato Italiano di Distretto Match Race Classe Laser, 3° all'Eurolymp Palamos -Spagna, 1° al Campionato Italiano di Distretto Classe Laser, 1° all'Europa Cup Lugano, 1° alla Coppa Italia Classe Laser, 2° al Campionato Italiano Classe Olimpica Laser.
2002: 1° alla Coppa Italia Classe Laser, 1° al Campionato Italiano di Distretto Classe Laser, 2° al Campionato Italiano Classe Olimpica Laser.